# Кубок Ірландії з футболу 2025
Кубок Ірландії з футболу 2025 — 105-й розіграш кубкового футбольного турніру в Ірландії. Титул захищає Дроеда Юнайтед.

## Календар
| Раунд            | Дата               | Матчі | Клуби   |
| ---------------- | ------------------ | ----- | ------- |
| Попередній раунд | 11–18 травня 2025  | 8     | 44 → 32 |
| 1/16 фіналу      | 18–20 липня 2025   | 16    | 32 → 16 |
| 1/8 фіналу       | 15–17 серпня 2025  | 8     | 16 → 8  |
| 1/4 фіналу       | 12–14 вересня 2025 | 4     | 8 → 4   |
| 1/2 фіналу       | 3–5 жовтня 2025    | 2     | 4 → 2   |
| Фінал            | 9 листопада 2025   | 1     | 2 → 1   |

## 1/8 фіналу
| Команда 1            | Рахунок        | Команда 2          |
| 15 серпня 2025       | 15 серпня 2025 | 15 серпня 2025     |
| -------------------- | -------------- | ------------------ |
| Богеміан             | 0:1            | Слайго Роверз      |
| Корк Сіті            | 2:1            | Вотерфорд Юнайтед  |
| Фінн Гарпс (2)       | 3:1            | Брей Вондерерз (2) |
| Керрі (2)            | 2:0            | Ков Рамблерс (2)   |
| Солтгіл Девон (7)    | 0:4            | Голвей Юнайтед     |
| 16 серпня 2025       |                |                    |
| Деррі Сіті           | 1:1 пен. 0:3   | Дроеда Юнайтед     |
| 17 серпня 2025       |                |                    |
| Сент-Патрікс Атлетік | 2:0            | Шелбурн            |
| Шемрок Роверс        | 2:1            | Лонгфорд Таун (2)  |